# Avisaurus
Avisaurus archibaldi
Genre
Espèce
Avisaurus est un genre fossile d'oiseaux préhistoriques à dents qui a vécu à la fin du Crétacé supérieur en Amérique du Nord.
Une seule espèce est rattachée au genre, Avisaurus archibaldi, décrite en 1984 par Michael K. Brett-Surman (d) et Gregory S. Paul.

## Étymologie
Le nom de genre Avisaurus est composé du mot latin Aves, « oiseaux », associé au grec ancien « saûros » qui signifie « lézard » pour donner « oiseau-lézard ». Le nom d'espèce archibaldi honore son découvreur J. David Archibald (d), de l'Université de Californie à Berkeley.

## Découverte
Avisaurus archibaldi a été découvert en 1975 dans la formation géologique de Hell Creek en Amérique du Nord dans le Montana. Ces sédiments datent du Maastrichtien, soit il y a environ entre 72,2 et 66,0 millions d'années, ce qui en fait le dernier des énantiornithides connus, juste avant leur disparition lors de la grande extinction du Crétacé-Tertiaire il y a 66 Ma (millions d'années).

## Description
L'holotype est constitué d'un seul fossile, un tarsométatarse, référencé UCMP 117600. Il a été décrit dans un premier temps comme un tarsométatarse gauche d'un théropode non-avien par Brett-Surman et Paul en 1985.
C'est Luis M. Chiappe en 1992 qui le redécrit comme le tarsométatarse droit d'un oiseau de la sous-classe des Enantiornithes.
Cet os du bas de la patte de l'oiseau a une longueur de 7,4 centimètres, ce qui en fait un des plus grands tarsométatarses connu pour un énantiornithine. Thomas Holtz (2011) estime que la taille de l'animal est comparable à celle d'un dindon, avec une envergure de l'ordre de 1,20 mètre.

## Autre espèce
Avisaurus gloriae Varrichio et Chiappe, 1995, a été découvert dans la partie supérieure de la formation de Two Medicine dans le comté de Glacier dans le Montana aux États-Unis, un niveau stratigraphique daté du Campanien supérieur.
Cette espèce a été retirée du genre Avisaurus en 2018 et attribuée à un nouveau genre : Gettyia gloriae.

## Classification
L’analyse phylogénétique de la famille des Avisauridae conduite par J. Atterholt et ses collègues en 2018 :
- considère le genre Avisaurus comme paraphylétique, en exclut Avisaurus gloriae pour la renommer Gettyia gloriae, tout en conservant Avisaurus archibaldi comme la seule espèce valide du genre Avisaurus[5] ;
- regroupe les genres Avisaurus ; Soroavisaurus (Chiappe, 1993) ; Neuquenornis (Chiappe & Calvo, 1994) ; Intiornis (Novas, Agnolín & Scanferla, 2010) ; Mirarce (Atterholt et al., 2018) et Gettyia (Atterholt et al., 2018) dans la famille des Avisauridae, le dernier genre étant érigé pour accueillir Gettyia (ex-Avisaurus) gloriae[5] ;
- place Avisaurus archibaldi juste en amont du groupe frère constitué par Gettyia gloriae et Mirarce eatoni[5].

### Cladogramme
Le cladogramme ci-dessous est celui réalisé par J. Atterholt et ses collègues en 2018 ; il souligne la dichotomie entre les genres sud-américains en haut, et les nord-américains en bas :
|  | Soroavisaurus                                              |
|  |                                                            |
|  | \| \| Neuquenornis \| \| \| \| \| \| Intiornis \| \| \| \| |
|  |                                                            |
|  | Neuquenornis                                               |
|  |                                                            |
|  | Intiornis                                                  |
|  |                                                            |

|  | Neuquenornis |
|  |              |
|  | Intiornis    |
|  |              |

|  | Avisaurus                                           |
|  |                                                     |
|  | \| \| Mirarce \| \| \| \| \| \| Gettyia \| \| \| \| |
|  |                                                     |
|  | Mirarce                                             |
|  |                                                     |
|  | Gettyia                                             |
|  |                                                     |

|  | Mirarce |
|  |         |
|  | Gettyia |
|  |         |

|  | Soroavisaurus                                              |
|  |                                                            |
|  | \| \| Neuquenornis \| \| \| \| \| \| Intiornis \| \| \| \| |
|  |                                                            |
|  | Neuquenornis                                               |
|  |                                                            |
|  | Intiornis                                                  |
|  |                                                            |

|  | Neuquenornis |
|  |              |
|  | Intiornis    |
|  |              |

|  | Avisaurus                                           |
|  |                                                     |
|  | \| \| Mirarce \| \| \| \| \| \| Gettyia \| \| \| \| |
|  |                                                     |
|  | Mirarce                                             |
|  |                                                     |
|  | Gettyia                                             |
|  |                                                     |

|  | Mirarce |
|  |         |
|  | Gettyia |
|  |         |